# Allegany (New York)
Allegany è una città degli Stati Uniti d'America, nella contea di Cattaraugus, nello Stato di New York.
La città è posta al confine meridionale dello Stato, a ponente della città di Olean.
Vi hanno sede la Saint Bonaventure University e la congregazione delle francescane, fondate dal frate minore Panfilo da Magliano.